# TREBEL (aplicación de música)
TREBEL es una plataforma de descarga y descubrimiento de música bajo demanda desarrollada por M&M Media Inc. El modelo de negocio de la compañía tiene como objetivo combatir la piratería de musica digital al brindar a los usuarios acceso a música bajo demanda sin costo, asegurando una compensación justa a los artistas y titulares de derechos musicales. TREBEL tiene una patente que le permite promocionarse como el único servicio de música internacional en el que los usuarios pueden descargar música legalmente y escucharla sin conexión de forma gratuita.
Desde marzo de 2023, TREBEL cuenta con un catálogo de 75 millones de canciones de sellos discográficos como Universal Music Group, Sony Music Entertainment, Warner Music Group y cientos de sellos independientes.
TREBEL tiene su sede en Stamford, Connecticut, con ubicaciones adicionales en la Ciudad de México, Yakarta, Bogotá, Los Ángeles y Miami. La aplicación está disponible en la App Store de Apple, Google Play Store y Huawei AppGallery.

## Historia

### Comienzos (2014 - 2018)
TREBEL fue fundada en 2014 por Gary Mekikian, quien anteriormente fue cofundador de answerFriend, Inc., una empresa que comercializaba tecnologías de preguntas y respuestas basadas en procesamiento de lenguaje natural y que se fusionó con Electric Knowledge para formar InQuira. Esta empresa fue adquirida por Oracle Corporation en 2011. Los cofundadores de TREBEL incluyen a sus compañeros de clase de la escuela de negocios de Stanford, Corey Jones y Luis Soto Durazo, así como a sus hijas Grace y Juliette.
Mekikian concibió TREBEL como una alternativa a la piratería musical después de que una compañera de sus hijas fuera atacada por ciberdelincuentes mientras descargaba música ilegalmente en línea.
TREBEL fue lanzada inicialmente en el 2015 bajo el nombre de "Proyecto Carmen" para estudiantes de Ohio State, Santa Monica College, Cal State Fullerton, UCLA y Long Beach State. En su versión original, el servicio tenía como objetivo llegar a estudiantes de 3,000 universidades y 30,000 escuelas secundarias en los Estados Unidos. Una versión beta de la aplicación fue introducida en 2016 con contenido de Universal Music Group y Warner Music Group.

### Crecimiento (2018-presente)
TREBEL se lanzó comercialmente en los Estados Unidos y México en 2018. En el 2018, la corporación de medios de comunicación mexicana Televisa se convirtió en un inversionista minoritario en TREBEL.
En mayo de 2020, durante los primeros meses de la pandemia de COVID-19, TREBEL fue socio de transmisión digital de "Se Agradece", un concierto producido en México por Televisa para rendir homenaje a los trabajadores de primera línea, que contó con la participación de artistas como Rosalía, J Balvin, Maluma y Ricky Martin.
En junio de 2021, TREBEL alcanzó los 3 millones de usuarios activos mensuales.
En octubre de 2021, TREBEL firmó un acuerdo de licencia de música con Merlin Network, la agencia de licencias para el sector musical independiente que controla aproximadamente el 12% del mercado mundial de música digital.
En enero de 2022, TREBEL anunció una alianza estratégica con MNC Corporation, un conglomerado de medios de comunicación de Indonesia, el cual se convirtió en un inversionista minoritario de la compañía.
En marzo de 2022, TREBEL reportó 5.2 millones de usuarios activos mensuales como resultado de su crecimiento en América Latina. En el mismo mes, la estrella de música latina Maluma se convirtió en un inversionista y asesor de TREBEL, ayudando a expandir el servicio en toda América Latina.
El 18 de abril del 2022, TREBEL se lanzó en Indonesia durante la final del programa de competencia musical X Factor Indonesia. Ese mismo mes, TREBEL también firmó un acuerdo con Soccer Media Solutions, una agencia de marketing deportivo y entretenimiento en México, para vender el inventario de publicidad premium de TREBEL.
En mayo del 2022, Guillermo Ochoa, portero del equipo nacional de fútbol de México, invirtió en TREBEL y se convirtió en embajador de la marca.
El 2 de octubre de 2022, TREBEL colaboró con Musica Studios, una de las compañías de música más grandes de Indonesia, para la producción de un festival de música en Yakarta titulado TREBEL Music Fest.  El evento contó con actuaciones de destacados artistas de música indonesia como Noah, Nidji y d'Masiv.
En octubre de 2022, TREBEL se lanzó en Colombia. Seis meses después de su lanzamiento, el servicio alcanzó 1.2 millones de usuarios activos mensuales en Colombia.
En diciembre de 2022, TREBEL colaboró con KFC en Indonesia para el lanzamiento de una promoción de música utilizando un producto llamado TREBEL Max. Como parte de la promoción, los clientes de KFC que compraron el paquete "Crazy Superstar Combo" en KFC recibieron acceso exclusivo a TREBEL Max durante 30 días.
TREBEL anunció el lanzamiento de TREBEL AI en mayo de 2023. TREBEL AI utiliza tecnología basada en ChatGPT para generar listas de reproducción basadas en consultas de los usuarios con un lenguaje conversacional. En Indonesia, la función TREBEL AI fue anunciada durante una emisión del programa Indonesian Idol XII que tuvo lugar el 8 de mayo de 2023.
En julio del 2023, TREBEL alcanzó más de 13 millones de usuarios activos mensuales.

## Plataforma

### Características
TREBEL tiene una patente que le permite promocionarse como el único servicio de música internacional en el que los usuarios pueden descargar música legalmente y escucharla sin conexión, de forma gratuita.
Desde marzo de 2023, TREBEL cuenta con un catálogo de 75 millones de canciones de sellos discográficos como Universal Music Group, Sony Music Entertainment, Warner Music Group y cientos de sellos independientes.
TREBEL ofrece descargas de música ilimitadas que solo pueden ser reproducidas en la aplicación por usuarios registrados. La escucha sin conexión es gratuita para todos los usuarios y no está bloqueada por una barrera de pago. Los usuarios pueden buscar música por canción, artista, álbum, navegando por la actividad reciente de amigos y a través de listas de reproducción de otros usuarios o curadas por el equipo de contenido. La aplicación también ofrece almacenamiento gratuito en la nube para las canciones descargadas.
TREBEL también incluye una función llamada SongID, que identifica la música que se está reproduciendo en el ambiente, brindando una muestra corta de la canción  y luego la ofreciéndola para su descarga en el servicio. Los podcasts también están disponibles para escuchar de forma gratuita en el servicio.

### Modelo de negocio
TREBEL utiliza un modelo de negocio que genera ingresos a través de la venta de publicidad digital, así como de las interacciones de los usuarios con experiencias de marca y el consumo de bienes virtuales dentro de la aplicación (similar a los juegos móviles).
La aplicación también cuenta con una función de "brand takeover" llamada TREBEL Max, que ofrece a los usuarios acceso ilimitado a cambio de que interactúen con experiencias ofrecidas por marcas específicas. Los socios comerciales de TREBEL incluyen a Uber, KFC, Walmart, Coca-Cola, Amazon y P&G.

### Contenido
En septiembre de 2022, TREBEL aseguró el lanzamiento exclusivo de la canción "Suara Hatiku" de la actriz indonesia Amanda Monopo. A partir de marzo de 2023, TREBEL ofrece 75 millones de canciones a través de acuerdos de licencia con Universal Music Group, Sony Music Entertainment, Warner Music Group y la agencia global de derechos independientes Merlin.